# Power Rangers: Megaforce
Power Rangers: Megaforce e Power Rangers: Super Megaforce são respectivamente a 20ª e 21ª temporadas da franquia Power Rangers A Série é uma adaptação de Tensou Sentai Goseiger e Kaizoku Sentai Gokaiger , que são as 34ª e 35ª temporadas dos Super Sentais. O evento segue com a linha comemorativa de 20 anos. Megaforce segue com o mesmo tratamento da temporada anterior (Samurai), que foi dividida em duas partes. Por sua temática de cartas, a primeira fase de Megaforce em 2013 é sempre relacionada a Kamen Rider: O Cavaleiro Dragão. A primeira temporada foi exibida em 2 de fevereiro de 2013 e a segunda começou a ser exibido em 15 de fevereiro de 2014, ambos transmitidos nos Estados Unidos pela Nickelodeon. Esteve em hiato até 30 de agosto de 2014 quando segue com os episódios finais, enquanto isso foi exibido na França pelo Canal J
A série que, no início, tinha previsão de estrear em meados de 2013 na America Latina (entre eles, o Brasil), mas foi cancelada no mesmo período e passou a ser remarcada para 2014, devido a sua chance de exibir os episódios especiais de Power Rangers: Super Samurai. Porém, os primeiros vinte episódios estão disponíveis no canal Netflix naquele ano. A pré-estreia foi no dia 1º de maio de 2014 pelo Cartoon Network e estreou no dia 19 do mesmo mês. Sempre exibido às segundas-feiras e a reprise aos sábados (exceto Junho, devido as transmissões da Copa do Mundo no Brasil, até 7 de julho de 2014). Na TV aberta, Power Rangers Megaforce começou a ser exibido no dia 26 de Abril de 2021 no canal Loading. Em Portugal, a série estreou no dia 1 de agosto de 2016 no canal SIC K.
Super Megaforce começou a ser transmitido no Brasil desde o dia 20 de outubro de 2014 pelo Cartoon Network, o último episódio foi exibido no dia 9 de março de 2015, a mesma temporada também estreou dia 07 de setembro de 2014 do serviço de streaming Netflix.

## Enredo

### Megaforce
Gosei é um guardião sobrenatural que durante séculos foi encarregado por Zordon de proteger a Terra, junto de seu auxiliar robótico denominado Tensou. Mas quando os terríveis alienígenas do mal, denominados de Warstars começam a atacar a Terra, então ao despertar, Gosei recruta cinco adolescentes com garra para se tornarem os novos Power Rangers e assim mostrar aos Warstars que "Os Defensores da Terra nunca se rendem", ao longo do caminho o jogo começa a ficar mais difícil e eles precisam de nova ajuda, eles encontram o robô guerreiro e tem a missão de fazê-lo aprender, que trabalho em equipe é muito melhor que sozinho, e assim conseguem vencer os obstáculos pelo caminho, mas ao vencerem esses aliens, não sabem que o pior ainda está por vir.

### Super Megaforce
Após a destruição dos Warstars, chega à Terra uma nova frota de alienígenas e agora o cruel Príncipe Vekar (irmão de Vrak) chegou com sua massiva Armada Alienígena para conquistar a Terra. Para enfrentar essa nova ameaça, Gosei entrega aos Rangers, morfadores e chaves especiais, que permitem morfar em "Super Megaforce". Usando esses novos poderes, também tem a incrível habilidade de morfar em qualquer time de Rangers anteriores, tendo acesso a todos os poderes antigos e sem o Robô Guerreiro, o Ranger Prata, Orion chega de Andrásia para ajudar os rangers na luta contra Vekar e todos os seus monstros, em busca de vingança porque seu planeta foi destruído por eles. No decorrer da temporada, a Armada Alienígena fica mais forte do que antes, e depois que os Rangers destroem o Megazord do Príncipe Vekar, o seu irmão Vrak volta para se vingar dos Rangers. Ele sequestra Órion e faz com que o Robô Guerreiro torne-se do seu lado. Troy consegue reverter o processo e enquanto o Robô Guerreiro tenta salvar Orion, o local onde Orion era mantido prisioneiro explode fazendo com que o Robô Guerreiro conheça seu destino. Logo após, Troy usa um novo ataque com os poderes Megaforce e corta Vrak ao meio. Depois de derrotarem Vrak, chega o Imperador Mavro, pai dos dois. Os rangers derrotam Damaras e Levira, mas têm seus zords destruídos pela Armada. Quando tudo parece bem depois que os rangers venceram a Armada, uma frota de X-Borgs chega para o duelo final, e para confrontá-los, os Rangers necessitam de uma ajudinha extra para finalizar o seu trabalho. Os antigos rangers voltam ao comando de Tommy, o antigo Ranger Verde Mighty Morphin e os ajudam a derrotar os X-Borgs e fazer com que a Armada nunca mais volte. Na cena final vemos Gia ficando com Jake, Emma e Órion parecem ter nutrido sentimentos um pelo outro e Troy ergue o Super Mega Sabre e o enfia na areia.

### Rangers
| Ator/Atriz | Ator/Atriz           | Personagem     | Designação Megaforce         | Designação Super Megaforce     | Armas                                                                                   | Arquétipo                |
| ---------- | -------------------- | -------------- | ---------------------------- | ------------------------------ | --------------------------------------------------------------------------------------- | ------------------------ |
|            | Andrew M. Gray       | Troy Burrows   | Megaforce Vermelho Líder     | Super Megaforce Vermelho Líder | Espada Dragão, Ultra Espada, Mega Detonador, Super Mega Detonador e Super Mega Sabre    | Normal                   |
|            | Christina Masterson  | Emma Goodall   | Megaforce Rosa               | Super Megaforce Rosa           | Disparador Fênix, Ultra Espada, Mega Detonador, Super Mega Detonador e Super Mega Sabre | Normal                   |
|            | Azim Rizk            | Jake Holling   | Megaforce Preto              | Super Megaforce Verde          | Machado Cobra, Ultra Espada, Mega Detonador, Super Mega Detonador e Super Mega Sabre    | Esportista               |
|            | Ciara Hanna          | Gia Moran      | Megaforce Amarela            | Super Megaforce Amarela        | Garra Tigre, Ultra Espada, Mega Detonador, Super Mega Detonador e Super Mega Sabre      | Normal                   |
|            | John Mark Loudermilk | Noah Carver    | Megaforce Azul               | Super Megaforce Azul           | Besta Tubarão, Ultra Espada, Mega Detonador, Super Mega Detonador e Super Mega Sabre    | Intelectual e Mais Forte |
|            | Chris Auer           | Robô Guerreiro | Robô Guerreiro Segundo Líder |                                | Lâmina Robô, Detonador Robô e Canhão Vulcano                                            | Rival e Mais Forte       |
|            | Cameron Jebo         | Orion          |                              | Super Megaforce Prata          | Super Lança de Prata e Super Armadura Dourada.                                          | Normal                   |

## Aliados
- Gosei: Um guardião sobrenatural. Quando os Alienígenas de Warstar colocam seus olhos na Terra, Gosei recruta cinco adolescentes modernos para proteger o planeta, é um personagem similar ao Zordon. Gosei refere-se a Zordon como o seu mestre. Gosei junta à batalha em forma de Megazord Ultimato, é a versão finalizada dos morfadores dos Power Rangers. Personagem interpretado por Geoffrey Dolan.
- Tensou: Tensou é assistente robótico de Gosei. Tensou presta homenagem a Alpha (Mighty Morphin Power Rangers até Power Rangers Lost Galaxy). O projeto de caráter original é baseado em um robô da velha escola que se assemelha Johnny 5 (Short Circuit / Short Circuit 2). Durante sua primeira reunião, Noah compara Tensou com um robô da velha escola dos filmes.
- Sr. Burley: É um dos professores dos Power Rangers e aparentemente o diretor do colégio. Inspirado em Sr. Caplan que participou das séries Mighty Morphin Power Rangers até Power Rangers Turbo.
- Ernie: É o dono do Ernie's Brainfreeze, uma sorveteria muito frequentada pelos Rangers. Inspirado no Ernie dono de uma lanchonete nas temporadas Mighty Morphin Power Rangers até Power Rangers Zeo.
- Rangers do Passado: Desde a temporada Megaforce, Troy tinha visões da grande batalha na qual os rangers anteriores apareciam. Jayden(Ranger Samurai Vermelho) fez uma rápida aparição no episódio "Surpresa Samurai".

## Vilões
Almirante Malkor: Líder da Equipe de Alienígenas Warstar. Bastante Inteligente, modesto e amigável com seus companheiros, tem a aparência insetoide, mais parecido com uma mariposa. Acumulou bastante energia e enfrentou os rangers no episódio 18, se torna gigante mas é atirado pelo Megaor Gosei Supremo em direção da nave de Vrak. Participou apenas da Primeira Temporada.
Lord Vrak: Um dos Vilões mais Inteligentes de toda a Franquia e o principal antagonista da temporada Megaforce. Filho caçula do imperador Mavro. Faz parte tanto da primeira como da segunda temporada, sendo que sua morte definitiva foi no episódio 17 de Super Megaforce. Sobreviveu a batalha final contra os rangers na primeira temporada. Possuía varías formas, Insectóide, Alienígena, Ciborgue, entre outras. Fugiu quando a invasão da Armada começou, e se refugiou numa base sub'aquática, onde tramou seu maior plano: Colocar 3 Brocas na Terra, e fazer com que cavassem até o Núcleo do Planeta. Nessa investida, reprogramou o Robô Guerreiro, e quase derrotou os Rangers, mas foi derrotado pela união do Grupo, e um Golpe de Troy. Sua morte, acompanhada da derrota de seu irmão, ocasionaram a volta de Mavro.
Creepox: Um dos comandantes da Warstar, aparentemente é o terceiro no comando. Extremamente veloz, baseado em um louva-deus. Foi destruído pelo Ranger Vermelho no episódio 07 da primeira Temporada.
Bluefur: Bluefur é um grande Mutante Simiesca que tem pouca paciência e tende a perder a cabeça quando as coisas não seguem o seu caminho. Aparece em Megaforce no episódio "O Robô Guerreiro". Durante a batalha contra os rangers, tornou-se gigante e foi destruído pelo Megazord Gosei Supremo.
Bigs: Também é um mutante. Foi criado a partir de um despejo de contaminação tóxica. Ele usa um cetro para a batalha e pode se liquefazer para escapar de ser atingido por armas. Reúne-se com Bluefur seu companheiro tóxico em sua toca subterrânea. Os dois se unem a Vrak, e planejam destruir a Terra e o Meio Ambiente. Ele engole os rangers deixando-os em outra dimensão, mas os Cinco Heróis conseguem destruí-los no Modo de Batalha.
Metal Alice: Uma Robô projetada por Vrak. Possui uma Mente brilhante, semelhante a de Levira (Super Megaforce), foi bastante leal a Vrak e se arrisca ao ser destruída pelos Cinco Rangers Megaforce. Mesmo assim, Vrak nem lhe deu atenção quando a mesma foi destruída na hora.
Mensageiro: O primeiro Comandante da Armada a aparecer na Série. Foi enviado por Vekar para alertar os Rangers de que a Armada estava chegando, e avisar á Vrak para que o vilão se escondesse. Mostrou-se um oponente forte, mas foi destruído pelos Mega Rangers.
Loogies: Soldados Insectóides. Facilmente derrotados pelos Rangers.
Zombets: Morcegos Robóticos projetados por Vrak, que tem a Capacidade de fazer crescer os Monstros com sua Mordida.
Monstros: São parte da primeira temporada. Insectoides são alienígenas na forma de insetos usados inicialmente na luta contra os rangers. Também os Monstros Tóxicos possuem a forma de dois animais, um vertebrado e outro invertebrado. Por último os robôs criados por Metal Alice.
Príncipe Vekar: O filho mais velho do imperador Mavro e o vilão principal da temporada Super Megaforce. Líder das Naves de Avanço da Armada, é considerado mais fraco que seu irmão caçula (Vrak) pelo pai, como mostrado nos episódios finais de Super Megafoce (em um flashback). Apesar de seu status, ele é bastante atrapalhado e não chegou a enfrentar os rangers pessoalmente. Morto pelo Lendário Megazord no Modo RPM em batalha junto com seu Megazord no episódio 15. Faz parte apenas da segunda temporada.
Levira: A mente brilhante por trás da Armada de Vekar. Foi derrotada no Episódio 19 de SMF.
Argus: Um fiel soldado da Armada e obediente ao Príncipe Vekar. Derrotado por Noah em um duelo no Episódio 15 de SMF.
Damaras: Denominado "O Maior Guerreiro do Universo". Segundo no comando da Armada de Vekar e bastante leal ao Príncipe também. É um oponente extremamente poderoso, mas prefere usar mais sua mente do que os punhos. sentiu-se culpado pela derrota do Príncipe Vekar e tenta vingar-se. Derrotado no Episódio 18 de SMF.
Redker: Companheiro leal de Mavro. Foi destruído no episódio 20, antes da Batalha Lendária começar.
Imperador Mavro: Pai de Vrak e Vekar. Líder Supremo da Armada. Sua primeira aparição é logo depois da morte de Vrak, quando chega para se vingar dos rangers por terem matado seus dois filhos. Na Versão Comum, foi Destruído por Troy e Orion, quando os dois invadiram sua Nave e explodiram os Controles, causando uma Queda e a Destruição do Imperador. Já na Versão Estendida, o Mavro sobrevive a queda da Nave, e trava uma Grande Batalha com os Rangers, obrigando os heróis a invocarem as "Battlelizes" do Modo Lendário pela primeira vez. No entanto, o Imperador só é destruído com um Tiro á Queima-Roupa de Orion com o Super Mega Canhão. Após sua morte, a Batalha Lendária se inicia.
Professor Cog: Vilão dos Power Rangers RPM. Participou do episódio 14 (No Assento do Motorista), quando pretendia aprisionar os Super Mega Rangers em Corinto (Cidade dos Rangers RPM). Ao chegar a Terra, travou um confronto com a Armada, mas acabou derrotado pelos Super Mega Rangers no Modo Lendário RPM.
Moedores: Soldados Robôs que vieram de Corinto junto com o Professor Cog. Aniquilados pelos Rangers.
X-Borgs: Soldados de batalha da Armada.
Bruysers: Companheiros dos X-Borgs. São mais fortes que os Soldados comuns, e podem se transformar em Naves, e crescerem com o Maximizador.
Guardas Reais: São espécies de Bruysers Vermelhos que guardam a Realeza, em especial o Imperador Mavro. São mais fortes que os Bruysers comuns.
Megazord Armada: Pilotado por Vekar quando enfrentou os rangers

## Episódios

### Power Rangers: Megaforce
| Nº Do Episódio | Nome Do Episódio Em Inglês       | Nome Do Episódio Em Português   | Inimigo(s) do Episódio                                                       | Protagonista(s) ou Foco do Episódio                                          |
| 01º            | Mega Mission                     | Mega Missão                     | Scaraba(Escaravelho)                                                         | Cinco Rangers Megaforce                                                      |
| 02º            | He Blasted Me With Science       | Derrotado Pela Ciência          | Yuffo(Joaninha)                                                              | Cinco Rangers Megaforce                                                      |
| 03°            | Going Viral                      | O Viral                         | Virox(Cigarra)                                                               | Jake(Ranger Megaforce Preto) e Noah(Ranger Megaforce Azul)                   |
| 04º            | Stranger Ranger                  | Ranger Estranho                 | Creepox e Dragonflay(Libélula)                                               | Troy(Ranger Megaforce Vermelho) e Jordan                                     |
| 05º            | United We Stand                  | Unidas Venceremos               | Beezara(Vespa)                                                               | Emma(Ranger Megaforce Rosa) e Gia(Ranger Megaforce Amarela)                  |
| 06º            | Harmony And Dischord             | Harmonia e Discórdia            | Vrak e Dizchord(Barata)                                                      | Cinco Rangers Megaforce                                                      |
| 07º            | Who's Crying Now?                | Quem Está Chorando Agora?       | Creepox                                                                      | Troy(Ranger Megaforce Vermelho)                                              |
| 08º            | Robo Knight                      | O Robô Guerreiro                | Bigs, Bluefur e Hiser(Cobra e Tatu-Bola)                                     | Jake(Ranger Megaforce Preto), Gia(Ranger Megaforce Amarelo) e Robô Guerreiro |
| 09º            | Prince Takes Knight              | O Príncipe Conquista Guerreiro  | Vrak e Psychotic(Tartaruga e ácaro)                                          | Robô Guerreiro                                                               |
| 10º            | Man And Machine                  | O Homem e a Máquina             | Serpente da Sombra(Caracol e Monstro do Lago Ness)                           | Robô Guerreiro                                                               |
| 11º            | Ultra Power                      | Ultra Força                     | Vrak, Distrator(Aranha), Gremlin, Skyfish(Peixe e Mosquito), Múmia e Kesaran | Rangers Megaforce.                                                           |
| 12º            | Last Laugh                       | A Última Risada                 | Nojoke(Corvo e Escorpião)                                                    | Noah(Ranger Megaforce Azul) e Robô Guerreiro                                 |
| 13º            | Dream Snatcher                   | Ladrão De Sonhos                | Ladrão de Sonhos(Anta e Verme)                                               | Emma(Ranger Megaforce Rosa)                                                  |
| 14º            | Gosei Ultimate                   | Gosei Supremo                   | Bigs e Bluefur                                                               | Cinco Rangers Megaforce                                                      |
| 15º            | The Human Factor                 | Fator Humano                    | Rotox(Ostra Robótica)                                                        | Cinco Rangers Megaforce                                                      |
| 16º            | Rico The Robot                   | Rico, O Robô                    | Rico(Estrela-do-Mar Robótica)                                                | Emma(Ranger Megaforce Rosa)                                                  |
| 17º            | Staying On Track                 | Permanecendo Na Trilha          | Metal Alice                                                                  | Robô Guerreiro                                                               |
| 18º            | The Human Condition              | A Condição Humana               | Almirante Malkor                                                             | Rangers Megaforce                                                            |
| 19º            | The Messenger                    | O Mensageiro                    | Vrak, Metal Alice e Mensageiro                                               | Troy(Ranger Megaforce Vermelho)                                              |
| 20º            | End Game                         | Fim De Jogo                     | Vrak, Metal Alice e Mensageiro                                               | Cinco Rangers Megaforce                                                      |
| Especial 1     | Raising Spirits                  | Elevando o Espírito             | Glytcher(Gremlin e ácaro)                                                    | Cinco Rangers Megaforce                                                      |
| Especial 2     | The Robo Knight Before Christmas | O Robô Guerreiro Antes Do Natal |                                                                              | Robô Guerreiro                                                               |

### Power Rangers: Super Megaforce
| Nº Do Episódio | Nome Do Episódio Em Inglês           | Nome Do Episódio Em Português            | Inimigo(s) do Episódio                                                                  | Protagonista(s) ou Foco do Episódio                                         |
| 01º            | Super Megaforce                      | Super Megaforce                          | Headridge, Tentacus(Polvo) e Bruysers                                                   | Cinco Rangers Super Megaforce                                               |
| 02º            | Earth Fights Back                    | A Terra Dá o Troco                       | Cybax(Criminoso)                                                                        | Troy(Ranger Super Megaforce Vermelho)                                       |
| 03°            | Blue Saber Saga                      | A Saga Do Sabre Azul                     | Skatana e Bruysers                                                                      | Noah(Ranger Super Megaforce Azul) e Emma(Ranger Super Megaforce Rosa)       |
| 04º            | A Lion´s Alliance                    | Aliança Com Leão                         | General Peluso(Mamífero indefinido)                                                     | Cinco Rangers Megaforce                                                     |
| 05º            | Samurai Surprise                     | Surpresa Samurai                         | Matacore                                                                                | Cinco Rangers Megaforce                                                     |
| 06º            | Spirit Of Tiger                      | Espírito Do Tigre                        | Pacha Chamak(Tótem)                                                                     | Jake(Ranger Super Megaforce Verde) e Emma(Ranger Super Megaforce Rosa)      |
| 07º            | Silver Lining Part - I               | Revestimento De Prata - Parte I          | Gorgax(Peixe)                                                                           | Cinco Rangers Super Megaforce                                               |
| 08º            | Silver Lining Part - II              | Revestimento De Prata - Parte II         | Comadante Osegain(Rinoceronte)                                                          | Orion(Ranger Super Megaforce Prata)                                         |
| 09º            | Power Of Six                         | O Poder Dos Seis                         | Skeltox(Esqueleto)                                                                      | Jake(Ranger Super Megaforce Verde)e Orion(Ranger Super Megaforce Prata)     |
| 10º            | The Perfect Storm                    | A Tempestade Perfeita                    | Sirkinjor(Estrela-do-Mar)                                                               | Rangers Super Megaforce e Tensou                                            |
| 11º            | Love Is In The Air                   | O Amor Está No Ar                        | Invidious(Bobo da Corte)                                                                | Jake(Ranger Super Megaforce Verde)                                          |
| 12º            | United As One                        | Unidos Como Um                           | Desolar(Olhos e tentáculos)                                                             | Emma(Ranger Super Megaforce Rosa) e Orion(Ranger Super Megaforce Prata)     |
| 13º            | The Grass Is Always Greener Or Bluer | A Grama é Sempre Mais Verde Ou Mais Azul | Tranceferer(Setas) e Turtlelin(Tartaruga)                                               | Jake(Ranger Super Megaforce Verde) e Noah(Ranger Super Megaforce Azul)      |
| 14º            | In The Driver's Seat                 | No Assento Do Motorista                  | Professor Cog                                                                           | Rangers Super Megaforce                                                     |
| 15º            | All Hail Prince Vekar                | Todos Saúdam o Príncipe Vekar            | Argus e Megazord Armada                                                                 | Noah(Ranger Super Megaforce Azul)                                           |
| 16º            | Vrak Is Back - Part I                | Vrak Está De Volta - Parte I             | Vrak, Tresnag(Unicórnio), DrillHorn(Bode e Broca) e Robô Guerreiro(controlado por Vrak) | Cinco Rangers Megaforce                                                     |
| 17º            | Vrak Is Back - Part II               | Vrak Está De Volta - Parte II            | Vrak, DrillHorn(Bode e Broca) e Robô Guerreiro(controlado por Vrak)                     | Troy(Ranger Megaforce Vermelho)                                             |
| 18º            | Emperor Mavro                        | Imperador Mavro                          | Damaras                                                                                 | Troy(Ranger Super Megaforce Vermelho) e Jake(Ranger Super Megaforce Verde)  |
| 19º            | The Wrath                            | A Fúria                                  | Levira e Megazor Levira                                                                 | Cinco Rangers Super Megaforce                                               |
| 20º            | Legendary Battle                     | A Batalha Lendária                       | Imperador Mavro                                                                         | Troy(Ranger Super Megaforce Vermelho) e Orion(Ranger Super Megaforce Prata) |

## Megazords
| Megazord                        | Zords |
| ------------------------------- | --- |
| Grande Megazord Gosei           | Zord Dragão, Zord Fênix, Zord Cobra, Zord Tigre e Zord Tubarão |
| Grande Megazord Gosei Marinho   | Zord Dragão, Zord Fênix, Zord Cobra, Zord Tigre, Zord Tubarão e Irmãos Marinhos |
| Grande Megazord Gosei Terrestre | Zord Dragão, Zord Fênix, Zord Cobra, Zord Tigre, Zord Tubarão e Irmãos Terrestres |
| Grande Megazord Gosei Celeste   | Zord Dragão, Zord Fênix, Zord Cobra, Zord Tigre, Zord Tubarão e Irmãos Celestes |
| Megazord Gosei Ground           | Robô Guerreiro (Modo Zord), Leão Celeste e Leão Marinho |
| Grande Megazord Gosei Ultra     | Zord Dragão, Zord Fênix, Zord Cobra, Zord Tigre, Zord Tubarão, Robô Guerreiro (Modo Zord), Leão Celeste, Leão Marinho, Irmãos Terrestres (Zord Besouro), Irmãos Marinhos (Zord Manta) e Irmãos Celestes (Zord Falcão) |
| Megazord Gosei Máximo           | Centro de Comando (Modo Nave e Modo Megazord) e Ultrazords |
| Ultra Grande Megazord Gosei     | Zord Dragão, Zord Fênix, Zord Cobra, Zord Tigre, Zord Tubarão, Irmãos Celestes, Irmãos Marinhos e Irmãos Terrestres                                                                                                   |
| Megazord Jato Gosei             | Zord Pássaro, Zord Inseto, Zord Jacaré, Zord Elefante e Zord Golfinho |
| Megazord Lendário               | Aéro Navio, Super Mega Jato, Super Mega Carruagem, Super Mega Sub-Marino e Super Mega Corredor |
| Megazord Lendário S.P.D.        | Aéro Navio, Super Mega Jato, Super Mega Carruagem, Super Mega Sub-Marino, Super Mega Corredor e Corredor Delta 1 |
| Megazord Lendário Força Mística | Aéro Navio, Super Mega Jato, Super Mega Carruagem, Super Mega Sub-Marino, Super Mega Corredor e Dragão Místico |
| Megazord Lendário Força Animal  | Aéro Navio, Super Mega Jato, Super Mega Corredor e Leão Vermelho |
| Megazord Lendário Samurai       | Aéro Navio, Super Mega Jato, Super Mega Carruagem, Super Mega Sub-Marino, Super Mega Corredor e Leão Vermelho (Equipado com a Força Símbolo)                                                                          |
| Zord Q-Rex                      | Modo Broca (Força do Tempo) , Modo Dinossauro (Mighty Morphin) e Modo Megazord (Dino Trovão) |
| Megazord Lendário Q-Rex         | Aéro Navio, Super Mega Carruagem, Super Mega Sub-Marino e Q-Rex Megazord (Apenas os Braços) |
| Megazord Lendário RPM           | Aéro Navio, Super Mega Jato, Super Mega Corredor e Turbo Falcão |
| Megazord Lendário Supremo       | Aéro Navio, Q-Rex Megazord (Apenas os Braços) e Turbo Falcão |

## Zords
| Ranger | Ranger                                       | 1º Zord      | 2º Zord           | 3º Zord           | 4º Zord       | 5º Zord               |
| ------ | -------------------------------------------- | ------------ | ----------------- | ----------------- | ------------- | --------------------- |
|        | Megaforce Vermelho/ Super Megaforce Vermelho | Zord Dragão  | Irmãos Celestes   | Ultra Dragão      | Zord Pássaro  | Aéreo Navio           |
|        | Megaforce Azul/ Super Megaforce Azul         | Zord Tubarão | Irmãos Marinhos   | Ultra Tubarão     | Zord Golfinho | Super Mega Sub-Marino |
|        | Megaforce Preto/ Super Megaforce Verde       | Zord Cobra   | Irmãos Terrestres | Ultra Cobra       | Zord Jacaré   | Super Mega Corredor   |
|        | Megaforce Amarela/ Super Megaforce Amarela   | Zord Tigre   | Irmãos Terrestres | Ultra Tigre       | Zord Elefante | Super Mega Carruagem  |
|        | Megaforce Rosa/ Super Megaforce Rosa         | Zord Fênix   | Irmãos Celestes   | Ultra Fênix       | Zord Inseto   | Super Mega Jato       |
|        | Robô Guerreiro                               | Zord Leão    | Canhão Vulcâno    | Irmãos Guerreiros |               |                       |
|        | Super Megaforce Prata                        | Zord Q-Rex   |                   |                   |               |                       |

## Dubladores
- A dublagem de Power Rangers Megaforce tem a direção de Tiaggo Guimarães e foi realizada nos estúdios Dubbing House Brasil ou BKS (São Paulo) já a dublagem de Power Rangers Super Megaforce e foi realizada nos estúdios Marmac (São Paulo). Abaixo estão os dubladores que participaram de Megaforce e Super Megaforce.

| Nome do Dublador    | Personagem que Dubla | Alguns outros trabalhos |
| ------------------- | -------------------- | --- |
| Thiago Longo        | Troy Burrows         | Fudou de Virgem (Os Cavaleiros do Zodíaco Ômega), Kurapika (Hunter × Hunter), James Diamond (Big Time Rush) e Joe Jonas (Jonas L.A.)                              |
| Kandy Kathy         | Emma Goodall         | Angie (Digimon Fusion), Valeria e Amaya (Grachi 2 e 3), Madeline Hatter e Cerise Hood (Ever After High)                                                           |
| Gloria Groove       | Jake Holling         | Rico Suave (Hannah Montana) e Mikey (Digimon Fusion) |
| Bianca Alencar      | Gia Moran            | Andréa (Violetta), Zora (Sunny entre Estrelas), Mabel Pines (Gravity Falls), Cedar Wood (Ever After High) e Twilight Sparkle (My Little Pony: A Amizade é Mágica) |
| Bruno Marçal        | Noah Carver          | Jack (Os Guerreiros Wasabi), Marucho (Bakugan), Lucas (Escola pra Cachorro), Léo (Grachi) e Riley (Power Rangers Dino Charge)                                     |
| Thiago Zambrano     | Robô Guerreiro       | Tohma (Os Cavaleiros do Zodíaco), Nova (Ultimate Homem-Aranha), Daniel (Grachi) e Jayden Shiba / Ranger Samurai Vermelho (Power Rangers Super Samurai)            |
| Wallace Costa       | Órion                | Bugsy (Mr. Magoo) e Wrench (Power Rangers: Dino Charge) |
| Mauro Castro        | Gosei                | Capitão Black (As Aventuras de Jackie Chan), Alghetti de Hércules (Os Cavaleiros do Zodíaco) e Camus de Aquário (Os Cavaleiros do Zodíaco: A Lenda do Santuário)  |
| Gileno Santoro      | Tensou               | Mestre Kame (Dragon Ball Z), Tio (As Aventuras de Jackie Chan) e Curio (Power Rangers Dino Charge)                                                                |
| Raul Ferreira Netto | Sr. Burley           | Capitão Gancho (Once Upon a Time) |
| Sidney César        | Ernie                | Capitão Fanzone (Transformers: Animação) (2ª voz) |
| Matheus Novaes      | Almirante Malkor     | Mirfak de Perseu (Os Cavaleiros do Zodíaco Ômega) |
| André Sauer         | Vrak                 | Jeremy (Digimon Fusion), Wave (Pókemon) e Dorian Gray (Penny Dreadful)                                                                                            |
| Carlos Falat        | Creepox              | Skeeter Valetine (Doug) |
| Roberto Leite       | Bigs                 | Markino (Os Cavaleiros do Zodíaco) e Kagaho de Benu (The Lost Canvas)                                                                                             |
| Leonardo Caldas     | Bluefur              | Kevin / Ranger Samurai Azul (Power Rangers Super Samurai) |
| Rosângela Malipensa | Metal Alice          | Doris (Os Pinguins de Madagascar), PawnChessmon e a Mãe do Matt (Digimon Fusion) e Sumsy (Bob o construtor)                                                       |
| Paulo Porto         | Príncipe Vekar       | Sr. Bitters (Big Time Rush) e Majin Boo (Dragon Ball Z) |
| Rita Almeida        | Levira               | Sam (Três Espiãs Demais) e Pual em (Dragon Ball). |
|                     | Damaras              | |
|                     | Argus                | |
|                     | Imperador Mavro      | |
| Élcio Sodré         | Mentor Ji            | Shiryu de Dragão (Os Cavaleiros do Zodíaco) e Kakashi Hatake (Naruto).                                                                                            |
| Thiago Zambrano     | Jayden Shiba         | Robô Guerreiro (Power Rangers Megaforce e Power Rangers Super Megaforce [Episódios 16 e 17]), Tohma (Os Cavaleiros do Zodíaco)                                    |
| Leonardo Caldas     | Casey Rhodes         | Kevin / Ranger Samurai Azul (Power Rangers Super Samurai) |
| Kate Kelly          | Cassie Chan          | Tori Vega (Brilhante Victória) |

## Curiosidades
- É a sexta temporada a usar o refrão "Go Go Power Rangers" na abertura da série.
- É a segunda vez que na abertura da franquia, cada ator e atriz dos protagonistas que aparecem durante a abertura, a chamada do nome de cada personagem é executada. Primeira foi em Samurai.
- A fonte 'Cambria' (dos créditos na abertura) foi mantida desde Samurai, como forma de dar continuidade ao anterior.
- Não houve encerramento alternativo nesta temporada na Nick americana, assim como ocorreu em RPM, MMPR v2010 e o especial de natal dos Super Samurai. O encerramento alternativo foi exibido somente no Cartoon Network.
- O lema da grupo é "Earth’s Defenders Never Surrender" ("Os Defensores da Terra nunca se rendem", em português).
- As frases são "It´s Morphin Time" (dos Mighty Morphin - usada na pré-morfagem) e "Go Go Megaforce" (frase similar ao de Samurai - usada na morfagem principal):
- Durante o evento Power Morphicon no trailer promocional da série, foram exibidas cenas da "Batalha dos 199 Heróis" com autorização da Toei, pois a versão americana ainda não estaria pronta. Mesmo assim, os fãs aplaudiram. A famosa Guerra Lendária posteriormente seja mostrada no final da 1ª temporada e os Rangers históricos irão aparecer na 2ª temporada, mas a cena apareceu no sonho de Troy no episódio "Mega Missão".
- O Robô Guerreiro fez a sua aparição no 8º episódio sob o título homônimo do personagem, sendo o primeiro 6º ranger a aparecer muito antes dos outros.
- Outro fato que é bom ser posto em discussão é a relação de Zordon com Gosei, no primeiro capítulo da série Gosei menciona que Zordon foi o seu mentor.
- No processo seletivo, mais precisamente antes de Ciara Hanna entrar no grupo, uma candidata afro-americana chamada Sundai Love, que estava na disputa para viver a Gia, tem sido ótima no teste mas não conseguiu o papel, porque havia selecionado um afro-americano, como é no caso de John Mark(Ranger Azul), pois nunca puderam selecionar mais um. Sundai diz em seu twitter que ficou brava e triste com isso.
- O título original homônimo da série, será mantida na versão brasileira (BKS). A informação foi cedida pelos estúdios BKS para o site Mega Power Brasil.
- Segundo o site Mega Power Brasil, a tradução do Robo Knight em português vai ficar como: Robô Guerreiro ao invés de Cavaleiro Robô como muitos imaginavam.
- Megaforce é a primeira temporada de Power Rangers no Cartoon Network, pois a Nickelodeon no Brasil não deu menor destaque como no canal americano, mas continua reexibindo pela Nick@nite com Power Rangers: Samurai e Power Rangers: Super Samurai.
- Existe um erro de trilha sonora no episódio 18 de Megaforce "A Condição Humana", quando os Rangers atacam a nave de Malkor, a trilha de fundo é dos Power Rangers Samurai
- O fato curioso é que na dublagem brasileira, eles utilizam algumas gírias e referências daqui do Brasil.
  - Uma das gírias mais utilizadas é "Caraca", pelo menos, em alguns episódios.
  - No episódio 6: Harmonia e Discórdia, Vrak, que se diz empresário do Dizchord (monstro deste episódio), faz uma referência ao hit da cantora Anitta. Ao dizer que a canção de Dizchord seria melhor que o "Show das Poderosas".
  - Na dublagem brasileira o nome do líder "Gosei" (diga-se "gozei") foi mudado para Gousi, para não parecer com uma conotação sexual.
- Na segunda temporada no episódio 19 "A Ira" todos os rangers (exceto o vermelho e o prata) se transformam em rangers que não existiram na saga Power Rangers, mas sim nos Super Sentai.